# Europäische Kurzfilmbiennale Ludwigsburg
Die Europäische Kurzfilmbiennale Ludwigsburg ist ein Kurzfilmfestival in Ludwigsburg. Der europäische Filmnachwuchs ist kontinuierlicher Schwerpunkt des zweijährlich stattfindenden Festivals.
1994 fand das Festival erstmals als „Filmfest Ludwigsburg“ an der drei Jahre zuvor gegründeten Filmakademie Baden-Württemberg in Ludwigsburg statt. In den Jahren 1999, 2001 und 2003 war es Teil des „Filmfests Stuttgart Ludwigsburg“ mit der Langfilmsektion „Cinema Europa“ in Stuttgart und der Kurzfilmsektion „European Short Film“ in Ludwigsburg. Seit 2005 firmiert es wieder eigenständig unter dem Namen Europäische Kurzfilmbiennale Ludwigsburg, der den zweijährlichen Turnus akzentuiert.
Durchgeführt wird die Europäische Kurzfilmbiennale Ludwigsburg seit 2001 von der Stuttgarter Film- und Medienfestival gGmbH in Kooperation mit der Filmakademie Baden-Württemberg und der Wüstenrot Stiftung als Mitveranstalter. Der von der Wüstenrot Stiftung ausgestattete Wettbewerb ist mit einem Gesamtpreisgeld von über 50.000 Euro einer der höchstdotierten Kurzfilm-Wettbewerbe in Europa.